# Centroclisis nefasta
Centroclisis nefasta is een insect uit de familie van de mierenleeuwen (Myrmeleontidae), die tot de orde netvleugeligen (Neuroptera) behoort. 
Centroclisis nefasta is voor het eerst wetenschappelijk beschreven door Navás in 1912.